# نهر کستل فرانک
نهر کستل فرانک (به انگلیسی: Castle Frank Brook) یک رود در کانادا است که در انتاریو واقع شده‌است.